# Vindiciano (vigário)
Vindiciano (em latim: Vindicianus) foi um oficial romano do século IV, ativo durante o reinando conjunto dos imperadores Graciano (r. 367–383), Valentiniano II (r. 375–392) e Teodósio (r. 378–395). Um homem claríssimo e vigário em alguma das províncias da porção ocidental do Império Romano, é mencionado numa lei do Código de Teodósio datada de 15 de agosto de 378.
Nesta lei é citada uma carta endereçada aos prefeitos pretorianos da Gália e Itália na qual se proibia que os metalários (mineiros) cruzassem da Sardenha para o continente e ordenava também aos governadores provinciais que não permitissem que viajassem pelo mar. Tendo em vista o teor da lei, os autores da Prosopografia consideraram que Vindiciano era governador duma província banhada pelo Mediterrâneo e talvez pudesse ser associado ao consular da Campânia Aviânio Vindiciano.